# Biodôme Montréal
Nicht zu verwechseln mit der Biosphère Montreal
Koordinaten: 45° 33′ 35″ N, 73° 32′ 59″ W

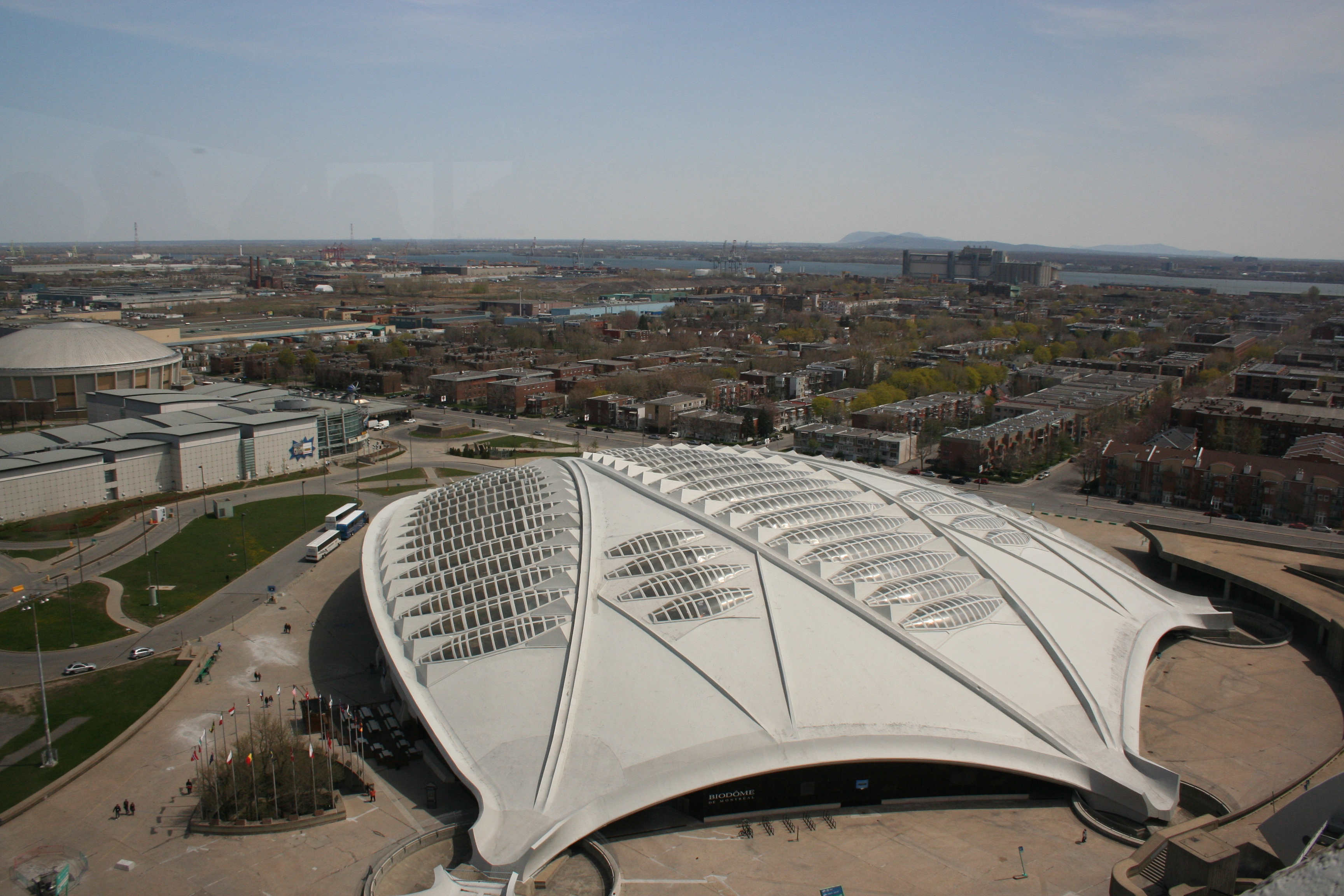
Biodôme Montréal (Draufsicht) vom Turm des Olympiastadiums aus gesehen

Das Biodôme Montréal ist eine zooähnliche, biologisch orientierte Einrichtung, die sich in Montreal in der kanadischen Provinz Québec befindet. Es ist Mitglied der Canadian Association of Zoos and Aquariums (CAZA) und der Association of Zoos and Aquariums (AZA).

## Geschichte
Das Gebäude wurde vom französischen Architekten Roger Taillibert als Teil seines Gesamtkonzepts für einen olympischen Park entworfen, der als Kernstück das Olympiastadion Montreal enthielt. Das heutige Biodom wurde während der  Olympischen Sommerspiele 1976 als Velodrom für Radrennen im Bahnradsport genutzt. Außerdem fanden darin die Judowettbewerbe statt. 1988 wurde eine Machbarkeitsstudie zur Umwandlung des Velodroms in ein Biodom durchgeführt, als deren Ergebnis ein Umbau begann. Die Anlage wurde am 18. Juni 1992 als Biodôme de Montréal eröffnet. Das Biodom wurde ein Teil des neu gestalteten naturwissenschaftlichen Komplexes Space for Life, zu dem außerdem das Montreal Insektarium, der Botanische Garten Montreal und das Rio Tinto Alcan Planetarium gehören.
Im Oktober 2015 wurde angekündigt, dass sowohl das Biodom als auch das Insektarium ab September 2016 für die Öffentlichkeit schließen werden, um die Anlagen zum 375. Jubiläum der Stadt Montreal im Jahr 2017 in neuem Glanz erstrahlen zu lassen. Aufgrund finanzieller Probleme, dem Mangel an Lieferungen und Facharbeitern sowie  Beschränkungen wegen der COVID-19-Pandemie verzögerten sich die Arbeiten erheblich. Die Wiedereröffnung des Biodoms fand schließlich  im Februar 2021 statt.

## Anlagen
Das Biodôme Montréal ist in vier Abschnitte unterteilt, die sich überwiegend auf Ökosysteme des amerikanischen Kontinents beziehen:
- Der Tropical Rainforest, in dem Sektionen des südamerikanischen Regenwalds nachgebildet sind
- Der Laurentian Maple Forest enthält Nachbildungen nordamerikanischer Wälder
- Der Gulf of St. Lawrence stellt  modellhaft ein Ästuar des Sankt-Lorenz-Golfs dar
- Die Labrador Coast and the Sub-Antarctic Islands sind in eine arktische und eine antarktische Region unterteilt.[3]

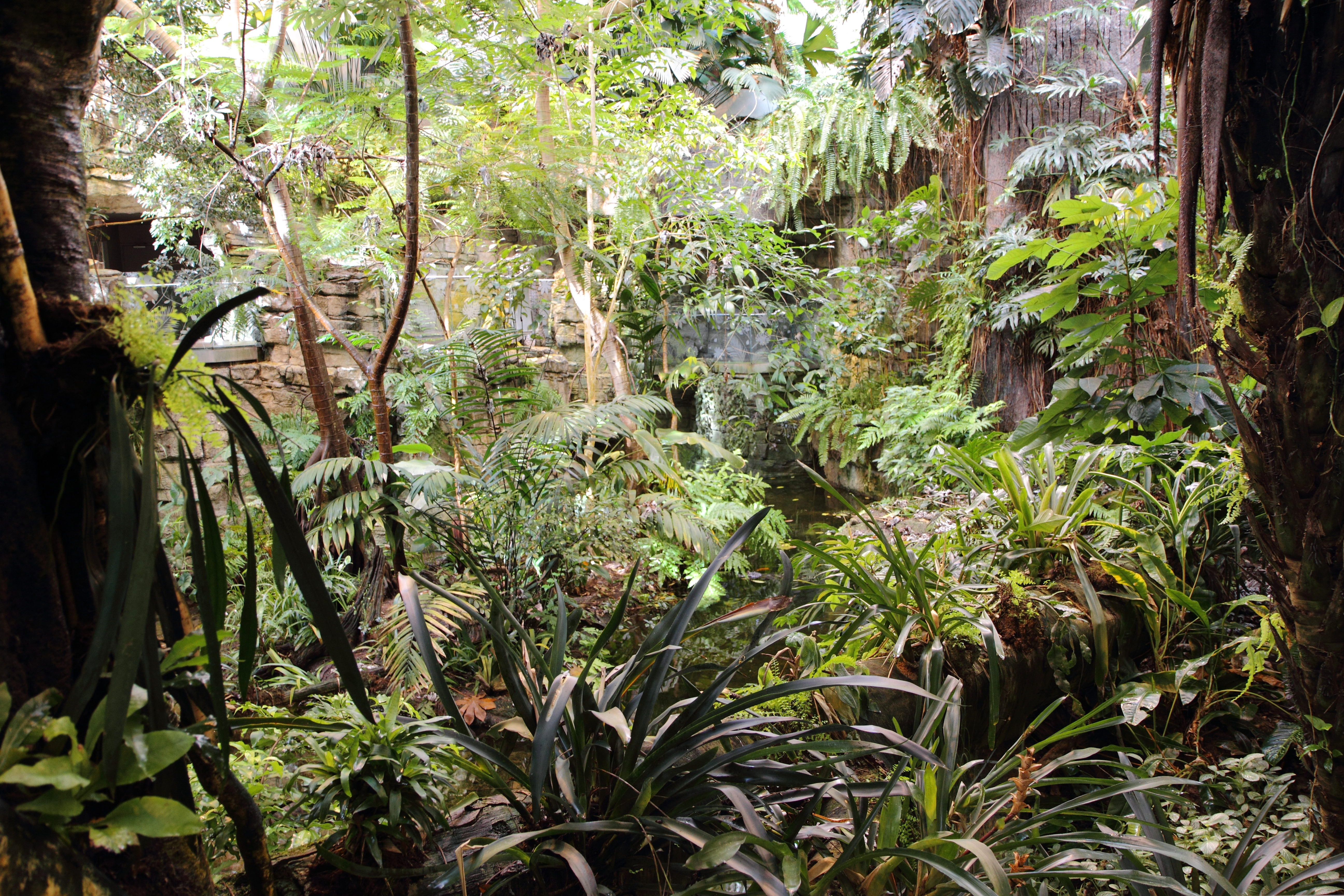
Tropical Rainforest
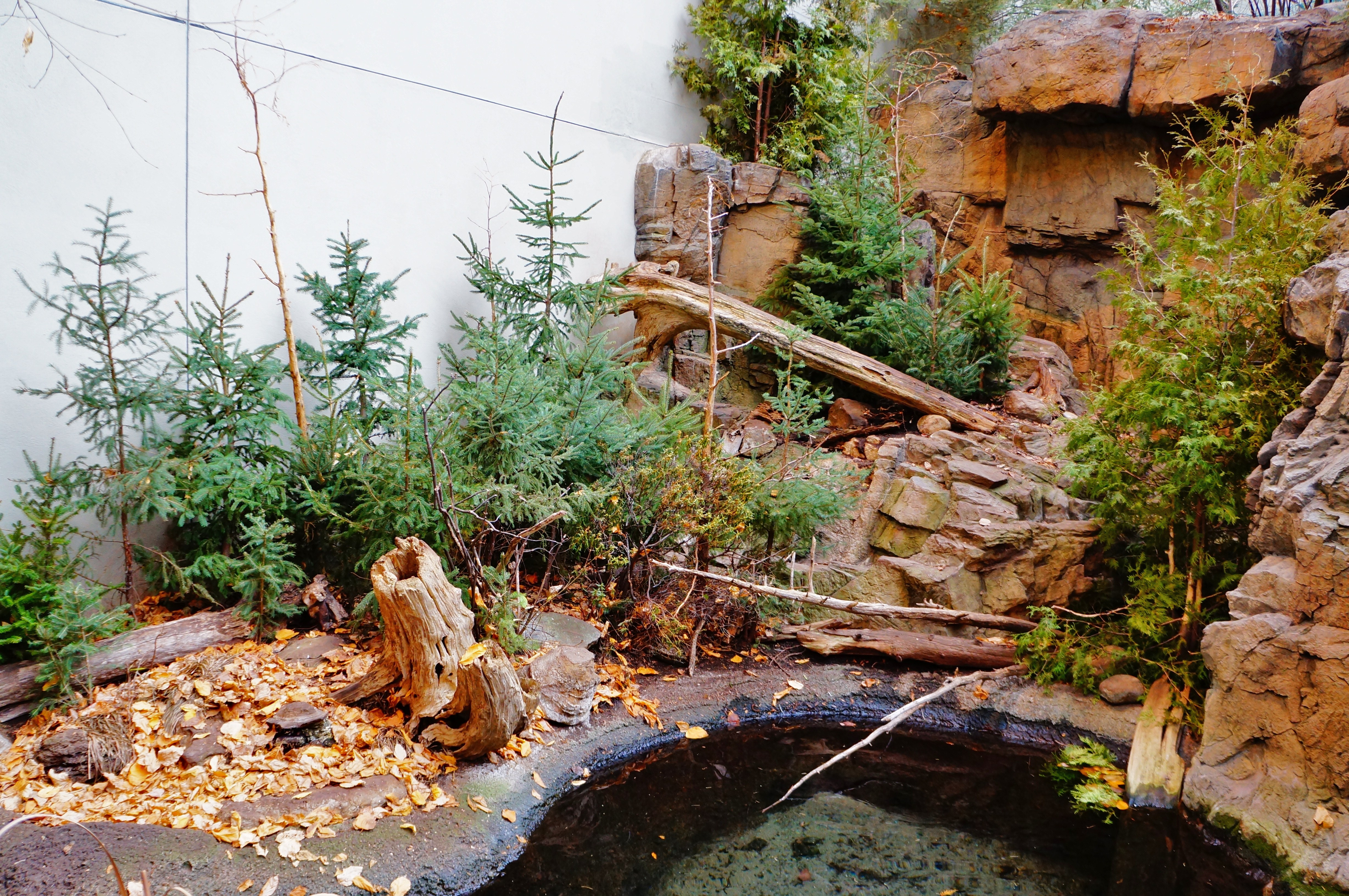
Laurentian Forest
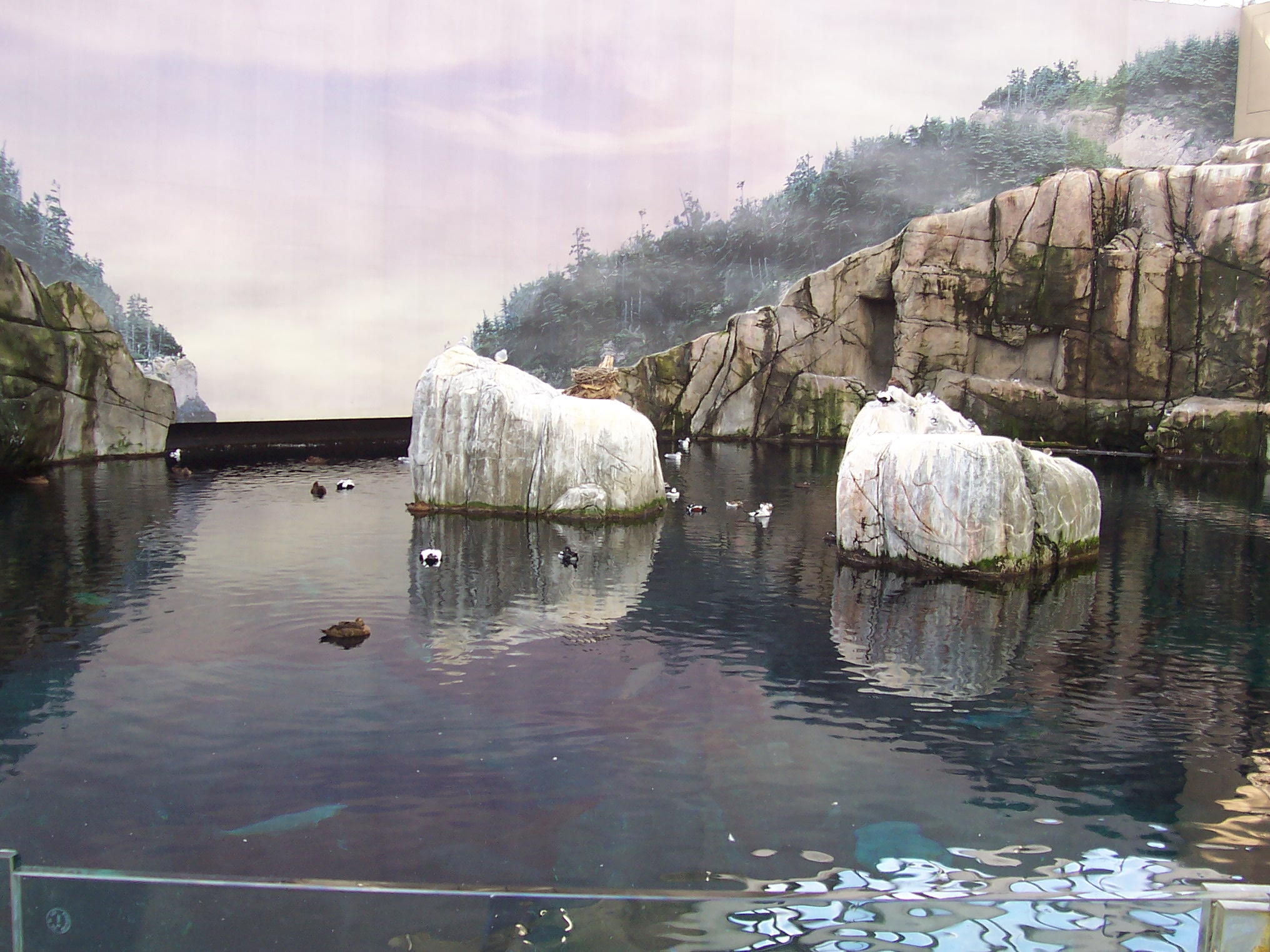
Saint Lawrence Marine Eco-system
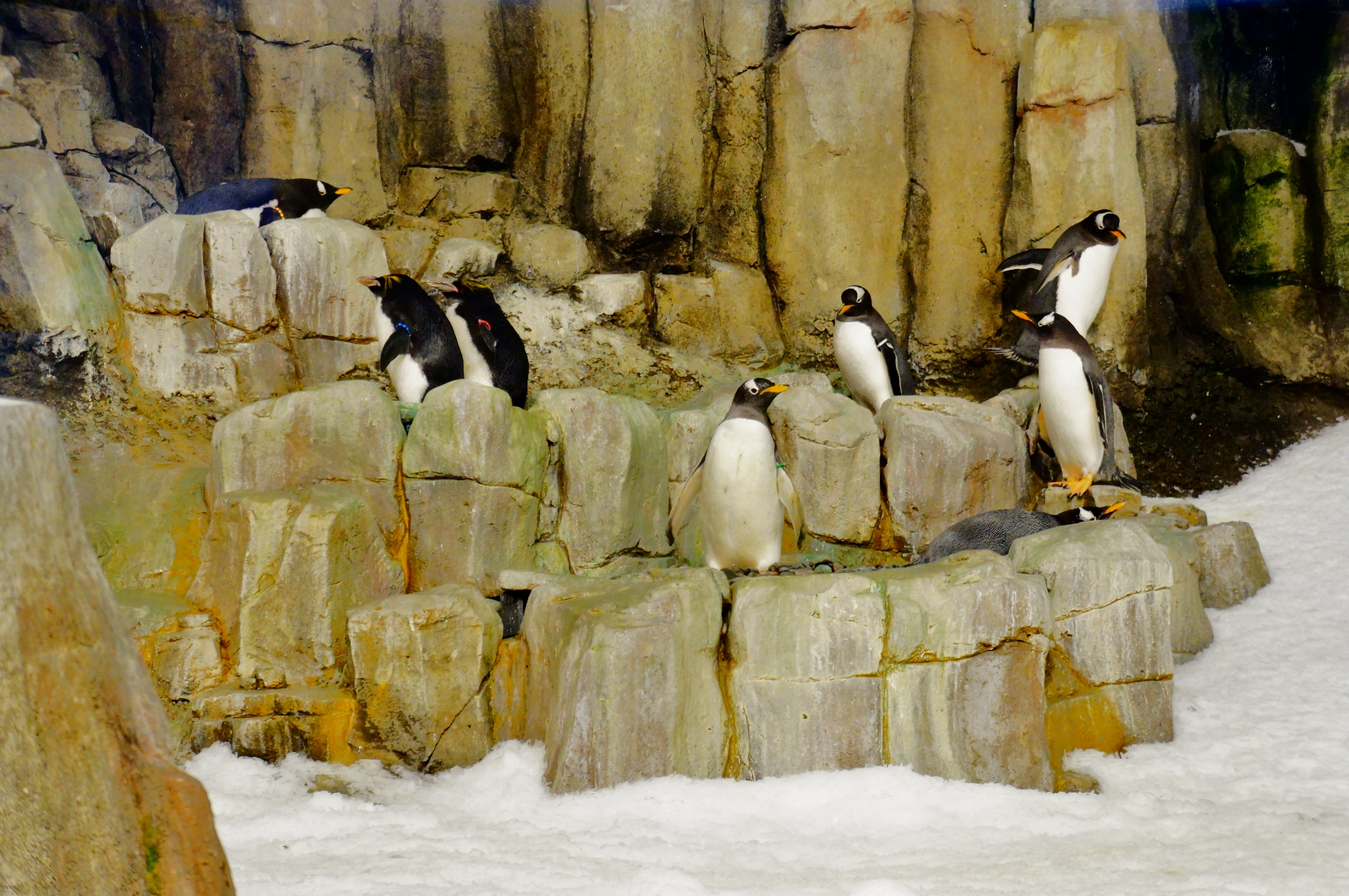
Pinguine in der antarktischen Polarregion

## Tierbestand
Aufgrund der begrenzten Platzkapazität werden nur ausgewählte Tierarten des amerikanischen Kontinents sowie der Polarregionen im Biodom gehalten. Den Besuchern soll dadurch in erster Linie die amerikanische Fauna nahe gebracht werden.

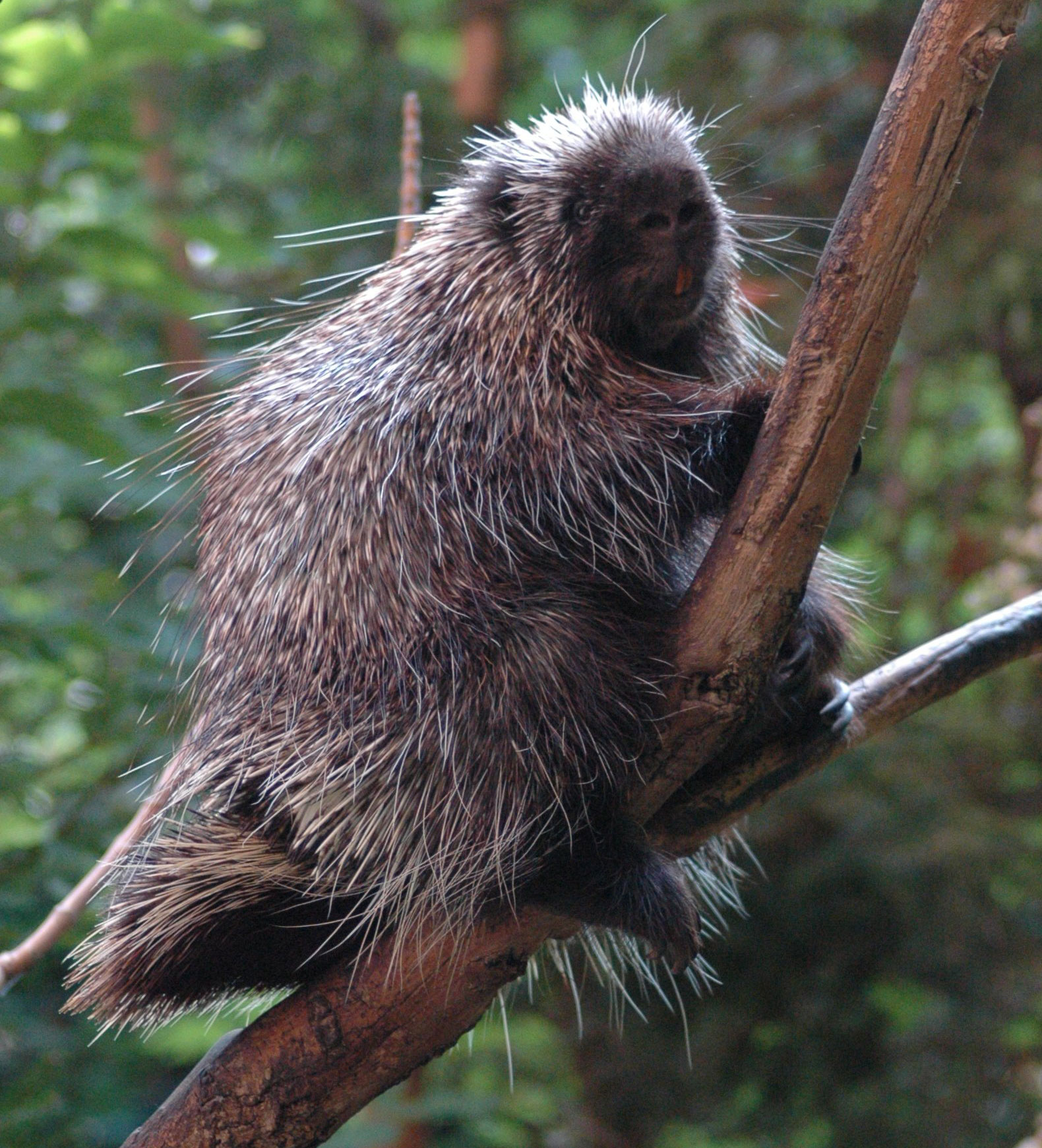
Baumstachelschwein (Erethizon dorsatum)
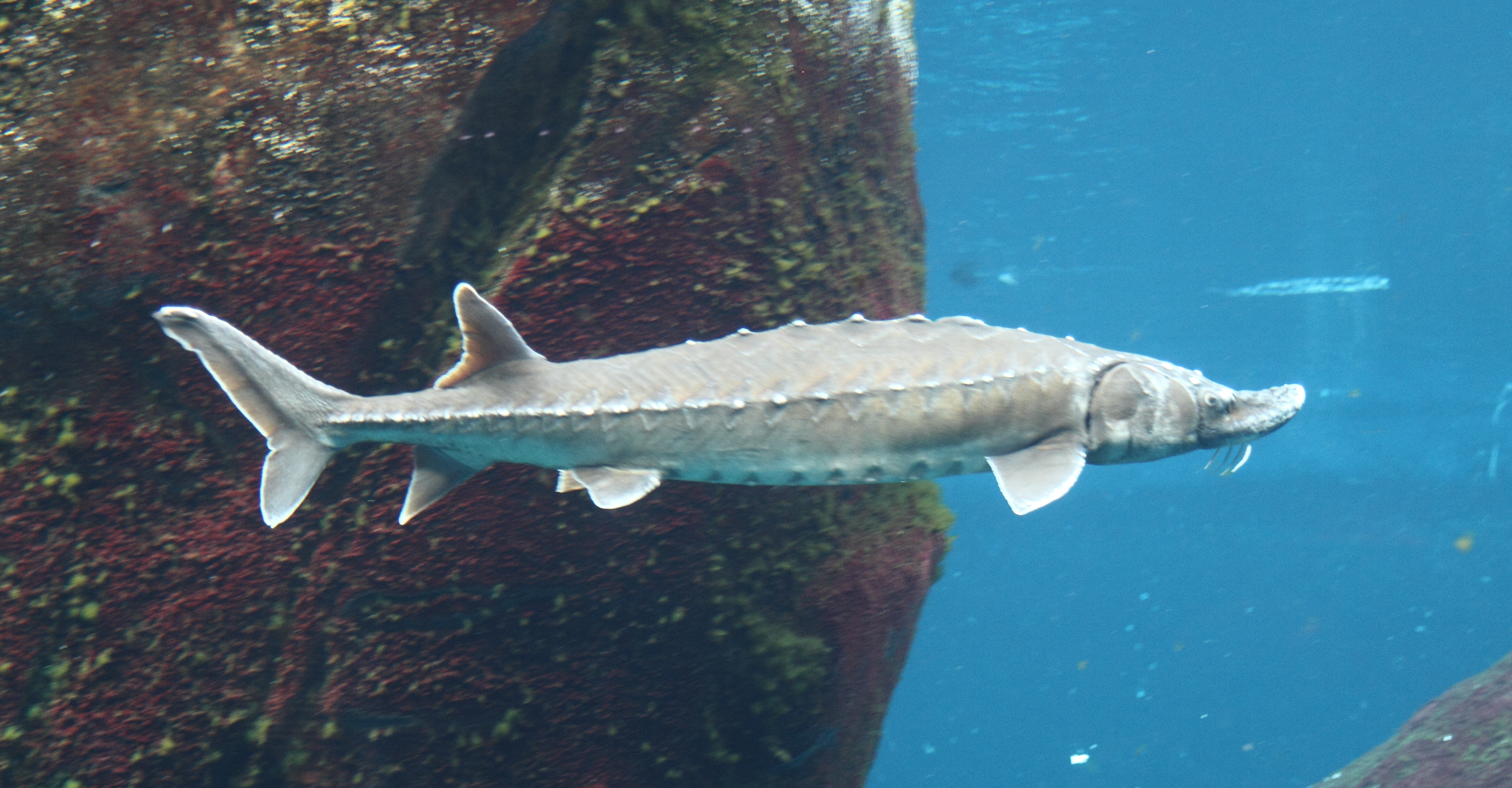
Atlantischer Stör (Acipenser oxyrinchus)
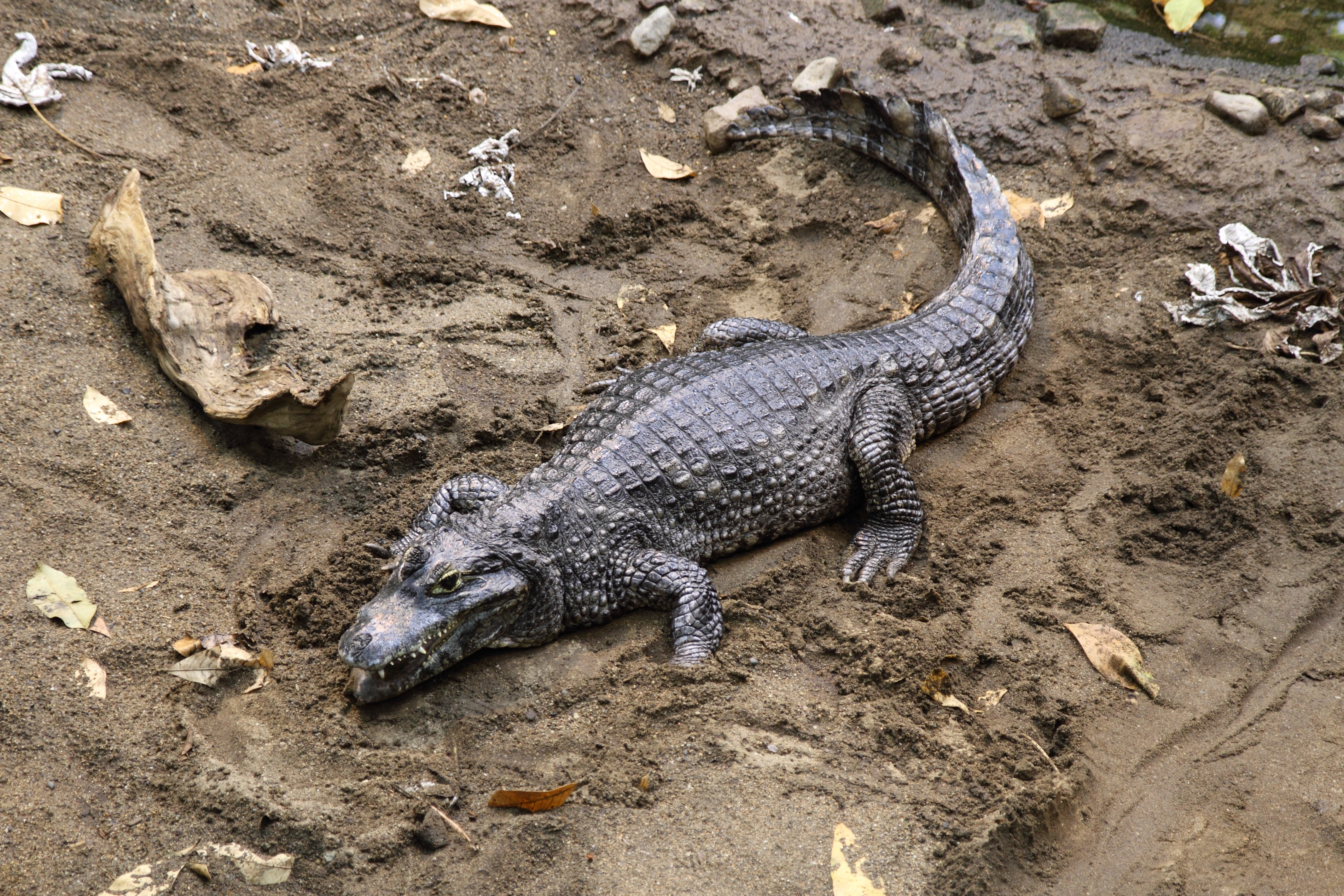
Brillenkaiman (Caiman yacare)
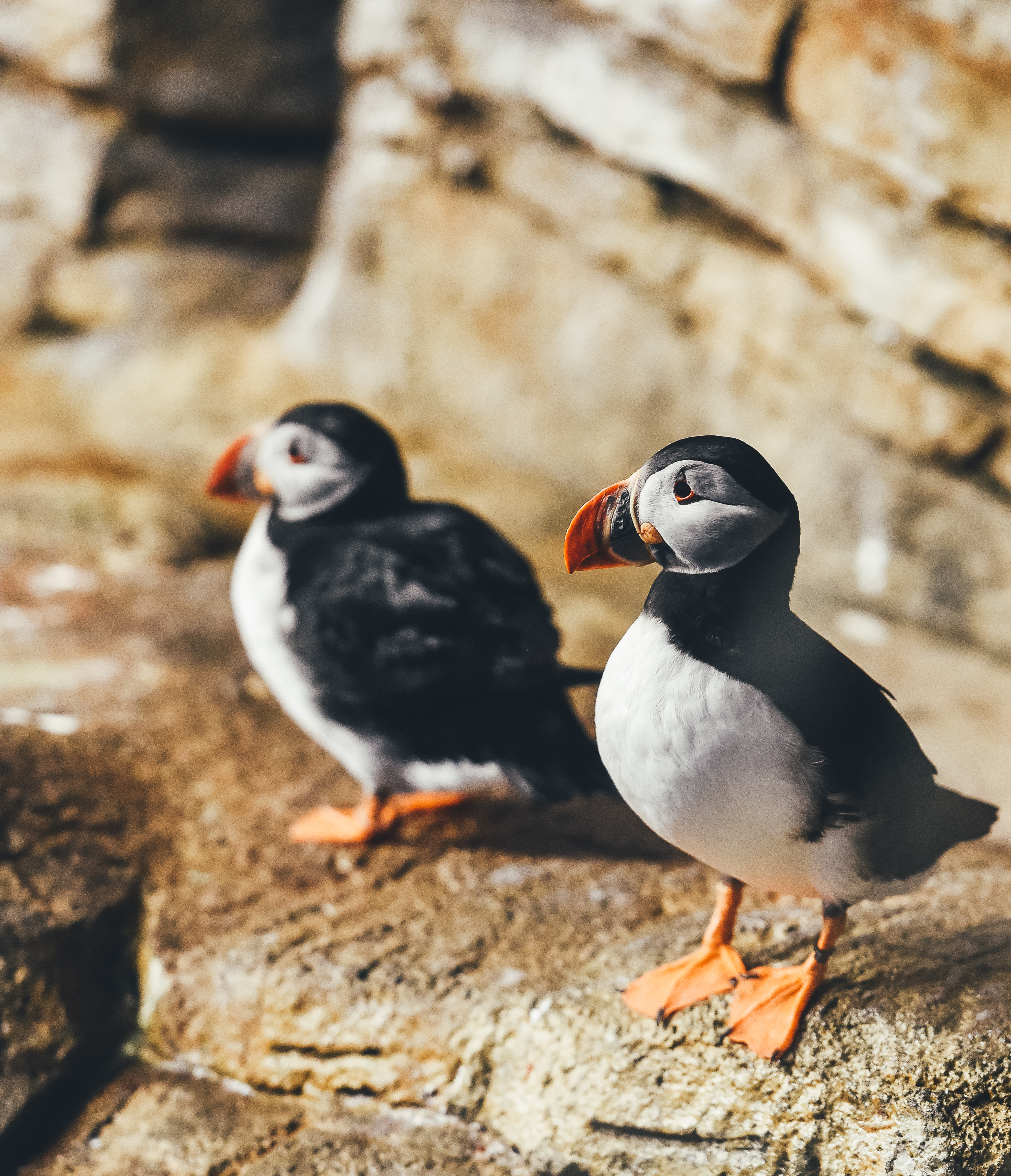
Papageitaucher (Fratercula arctica)